# Murray Halberg
Murray Halberg (Eketāhuna, 7 de julio de 1933-Auckland, 30 de noviembre de 2022) fue un atleta neozelandés, especializado en la prueba de 5000 metros en la que llegó a ser campeón olímpico en 1960, con un tiempo de 13:43.4 segundos, llegando a meta por delante del alemán Hans Grodotzki y del polaco Kazimierz Zimny (bronce con 13:44.8 segundos)..

## Carrera deportiva
Nacido en Eketāhuna el 7 de julio de 1933, se mudó más tarde a Auckland, donde asistió al Avondale College. En su juventud jugó rugby, pero sufrió una lesión grave durante un juego, que dejó su brazo izquierdo marchito. Al año siguiente, comenzó a correr, aparentemente solo motivado por su discapacidad. En 1951 conoció a Arthur Lydiard, quien se convirtió en su entrenador. Lydiard había sido un famoso corredor de larga distancia y tenía nuevas ideas sobre el entrenamiento de los atletas. Tres años más tarde, Halberg se abrió paso y ganó su primer título nacional en la categoría absoluta.
En los Juegos de la Mancomunidad de 1954 ocupó el quinto lugar. En los Juegos Olímpicos de Melbourne de 1956, en Australia, ocupó el undécimo lugar en los 1500 metros. Ganó la medalla de oro en las tres millas en los Juegos de la Mancomunidad de 1958 y más tarde ese mismo año se convirtió en el primer corredor de menos de cuatro minutos de Nueva Zelanda. Ganó el Deportista del Año de Nueva Zelanda en 1958.
Para los Juegos Olímpicos de Roma de 1960, se centró en las distancias más largas, entrando en los 5000 y 10 000 m Ganó el oro en los 5000 m, el mismo día que su compatriota Peter Snell ganó en los 800 m. Luego se ubicó quinto en los 10 000 m.
Al año siguiente, Halberg estableció cuatro récords mundiales en eventos sobre distancias imperiales. Después de llevar la bandera en las ceremonias de apertura, defendió con éxito su título de tres millas en los Juegos de la Mancomunidad de 1962. Cerró su carrera como corredor en los Juegos Olímpicos de Tokio 1964, terminando séptimo en los 10 000 m.
En los Honores de Año Nuevo de 1961, Halberg fue nombrado miembro de la Orden del Imperio Británico, por sus servicios al atletismo. En los Honores de Año Nuevo de 1988, fue nombrado Knight Bachelor, por sus servicios al deporte y niños lisiados. En los honores del cumpleaños de la Reina de 2008, fue nombrado miembro de la Orden de Nueva Zelanda. Al mes siguiente, se convirtió en la cuarta persona en recibir la Medalla Blake, que lleva el nombre de su compatriota Sir Peter Blake, por sus más de 50 años de servicio al atletismo y a los niños con discapacidades. En 1963 creó The Halberg Trust, que apoya a los niños con discapacidad para que participen activamente en el deporte, la creación y el ocio. La organización cambió su nombre en 2012 para convertirse en Halberg Disability Sport Foundation. Durante muchos años, la organización ha gestionado el Premio al Deportista del Año de Nueva Zelanda, que ahora se llama Premios Halberg.
Halberg House of Hutt International Boys 'School lleva el nombre de Murray Halberg, y los estudiantes de la casa ganan lo que se llama "puntos de medición" que se relacionan con Halberg y su carrera como corredor. Tauranga Boys 'College también nombró una casa en honor a Halberg. Halberg Crescent, en el suburbio de Chartwell en Hamilton, recibe su nombre en honor a Halberg.
Halberg murió el 30 de noviembre de 2022, a la edad de 89 años.